# زیست‌محوری (اخلاق)

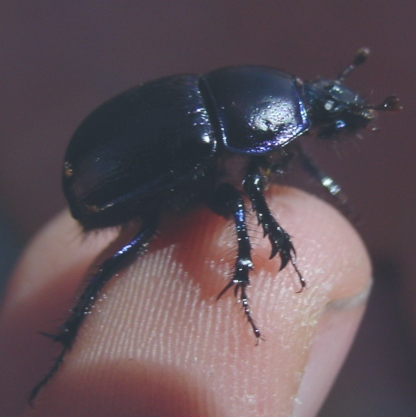
سوسک Geotrupidae (Mistkäfer)

زیست‌محوری (به انگلیسی: Biocentrism)، در معنای سیاسی و زیست‌محیطی، و همچنین به معنای واقعی کلمه، یک دیدگاه اخلاقی است که ارزش ذاتی را برای همه جانداران زنده گسترش می‌دهد. این درک چگونگی عملکرد زمین است، به ویژه در رابطه با زیست‌کره یا تنوع زیستی آن. در مقابل انسان‌محوری قرار دارد که بر ارزش انسان‌ها متمرکز است. موضوع مرتبط طبیعت‌محوری ارزش ذاتی را به کل طبیعت گسترش می‌دهد.